# Вокруг света за 80 дней (мини-сериал)
«Вокруг света за 80 дней» (англ. Around the World in 80 Days) — трёхсерийная экранизация знаменитого романа Жюля Верна.

## Сюжет
Сюжет фильма в основном совпадает с содержанием романа Жюля Верна.
Английский джентльмен Филеас Фогг заключает пари о том, что он совершит кругосветное путешествие за восемьдесят дней, и вместе со своим слугой Паспарту отправляется в путь. За ними везде следует сыщик Фикс, уверенный, что напал на след человека, совершившего кражу из банка. Однако по сравнению с книгой фильм содержит несколько новых эпизодов: так, например, мистер Фогг и Паспарту летят из Франции в Италию на специальном аппарате, взятом на испытание у французского инженера, а в середине пути по Индии компания попадает в плен к разбойникам, откуда их благополучно вызволяют английские войска.

## В ролях
- Пирс Броснан — Филеас Фогг
- Эрик Айдл — Жан Паспарту
- Джулия Никсон[англ.] — принцесса Ауда[англ.]
- Питер Устинов — детектив Уилбур Фикс
- Роберт Морли — Уэнтуорт
- Гюго де Вернир — Луи Пастер
- Анна Мэсси — Королева Виктория
- Даррен Макгейвин — Бенджамин Мадж[англ.]
- Стивен Николс[англ.] — Джесси Джеймс
- Ли Ремик — Сара Бернар
- Рик Джейсон[англ.] — Корнелиус Вандербильт
- Роберт Вагнер — Альфред Беннетт[англ.]
- Джек Клагмен — капитан Бансби
- Родди МакДауэлл — Макбейнс
- Джилл Сент-Джон — женщина, ошибочно принятая за Ауду
- Ариэль Домбаль — Люсетт
- Габриэле Ферцетти — шеф итальянский полиции
- Генри Гибсон — проводник поезда
- Джон Хиллерман[англ.] — сэр Фрэнсис Коммарти
- Кристофер Ли — Стюарт
- Патрик Макни — Ральф Готье
- Джон Миллс — Фавершам
- Пернелл Робертс[англ.] — капитан Спиди
- Кэсси Стюарт — Мадлен
- Джеймс Сиккинг — Дженкс
- Саймон Уорд — Флэнниган
- Джон Абинери — отец Грубер
- Ив Обер — Гравье
- Билл Бейли — капитан Филлипс

## Создание фильма
Фильм снимался в Англии, Макао, Гонконге, Таиланде и Югославии.